# Euxoa complicata
Euxoa complicata là một loài bướm đêm trong họ Noctuidae.